# سگ‌های نگهبان ۲
سگ‌های نگهبان ۲ (به انگلیسی: Watch_Dogs 2) یک بازی ویدئویی جهان باز در سبک اکشن-ماجراجویی و مخفی‌کاری است که توسط یوبی‌سافت مونترآل توسعه یافته و به‌وسیلهٔ یوبی‌سافت در ۱۵ نوامبر ۲۰۱۶ برای کنسول‌های پلی‌استیشن ۴ و ایکس‌باکس وان، و در ۲۹ نوامبر ۲۰۱۶ برای مایکروسافت ویندوز عرضه شد. این بازی در واقع دنباله‌ای بر نسخهٔ سگ‌های نگهبان است که در سال ۲۰۱۴ منتشر شد.
همانند نسخه پیشین، بازی جهان باز است و از دوربین سوم شخص بهره می‌برد. این نسخه در سان فرانسیسکو جریان دارد و بازیکن در نقش یکی از هکر‌های گروه دِدسِک به نام مارکوس هالووی قرار می‌گیرد؛ این گروه تلاش دارد که سیستم نظارتی پیشرفتهٔ شهر، یعنی CtOS 2.0(سرین)، را از کار بیندازد. دنبالهٔ این بازی تحت عنوان سگ‌های نگهبان: لژیون در اکتبر ۲۰۲۰ عرضه شد.

## گیم پلی
سبک این بازی، همانند نسخهٔ قبلی آن در سبک اکشن-ماجراجویی با آرمان‌های مخفی‌کاری است. نمای بازی سوم شخص است و بازی از محیطی باز برخورد است. بازی در شهر سانفرانسیسکو جریان دارد. این شهر از ۶ بخش مختلف تشکیل شده است که هرکدام محیط و خصوصیات ویژه‌ای دارند از جمله سیلیکون‌ولی. بازیکن می‌تواند برای گردش در شهر پیاده‌روی کند یا از وسایل نقلیهٔ موجود در بازی مثل، کامیون، خودرو، موتورسیکلت، موتور چهارچرخ و قایق استفاده کند. سیستم رانندگی بازی تعمیر شده و به گونه‌ای طراحی شده که خوش دست تر باشد.اطلاعات ویژگی‌های شهر در بازی قابلیت دیگری که به رانندگی اضافه شده است تیراندازی در حین رانندگی است. مارکوس در انجام حرکات آکروباتیک ماهرتر عمل می‌کند و می‌تواند با حرکات پارکور در شهر حرکت کند.
بازیکن می‌تواند از روش‌های گوناگونی برای به پایان رساندن مراحل بازی بهره بگیرد. می‌توان از روش خشونت‌آمیز استفاده کرد و دشمنان را با اسلحهٔ گرم یا سلاح سرد مخصوص مارکوس شکست داد. سلاح سرد مارکوس یک توپ بیلیارد است که به طنابی وصل شده است. در روش مخفی‌کاری می‌توان از دشمنان مخفی شد یا از اسلحهٔ تیزر (اسلحهٔ الکتریکی) مارکوس برای فلج کردن موقت دشمنان استفاده کرد. سیستم هک کردن بازی نیز ارتقا یافته است. مارکوس توانایی دستکاری اطلاعات شخصی همهٔ شخصیت‌های درون بازی را دارد. او می‌تواند هر ماشین و موبایل موجود در بازی را هک و دستکاری کند و با هک کردن چراغ‌های راهنمایی و ماشین‌ها در تردد آن‌ها اختلال ایجاد کند. او وسایل دیگری نیز دارد از جمله یک ماشین کنترلی یک کوادکوپتر و یک جهندهٔ کنترل از راه دور. در این نسخه نیز سیستم سطح‌بندی و لول بازی وجود دارد و گزینه‌های ارتقا به سه دسته تقسیم می‌شوند: خشونت، مخفی کاری و حقه بازی. بسته به روشی که بازیکن در پیش می‌گیرد می‌تواند هر کدام از این سه دسته را برای ارتقا انتخاب کند. در کنار مراحل اصلی، مراحلی فرعی با نام «عملیات» در بازی وجود دارد. انجام دادن این عملیات پیروان مارکوس را افزایش می‌دهد که به بازیکن در رسیدن به هدف نهایی کمک می‌کند.
بخش چندنفره در این نسخه نیز وجود دارد. در بخش چند نفره یک حالت همکاری اضافه شده است. در این حالت بازیکن‌ها می‌توانند یکدیگر را ملاقات کنند و مراحل را با همکاری هم به پایان ببرند. همچنین بازیکنان می‌توانند با اشارات با یکدیگر ارتباط برقرار کنند. بازی را می‌توان به صورت آنلاین یا آفلاین انجام داد. بخش‌های رقابتی نیز در بخش چند نفره وجود دارد.

### چند نفره
- کورس مسابقه ۴ نفره: موتور، ماشین، قایق، درون[۳]
- سرقت کامیون‌ها: ۴ بازیکن یک جعبه باارزش می‌دزدند.[۴]

## داستان
پس از نصب کردن سیستم نظارتی CtOS (سیستم عامل نظارت مرکزی) در شهر شیکاگو، اینبار نوبت سان فرانسیسکو می‌رسد که به این سیستم نظارتی مجهز شود. قهرمان بازی، هکر باهوش جوانی است به نام مارکوس هالووِی. در دوران کودکیِ مارکوس نسخهٔ ارتقاء یافتهٔ CtOS، یعنی CtOS 2.0 او را اشتباهاً عامل جرمی معرفی می‌کند که مرتکب نشده بود. پس از این اتفاق، مارکوس با پی بردن به صدماتی که این سیستم می‌تواند به شهروندان بی‌گناه سان فرانسیسکو وارد کند وارد عمل می‌شود و تصمیم می‌گیرد که با گروهی از هکرها به نام دِدسِک همکاری کند و سیستم CtOS و شرکت سازندهٔ آن Blume را تخریب کنند. پس از همرار با گروه خود سعی بر این دارد که تمامی شرکت‌های نابود گر بشر که از راه‌های گول زننده ای مردم را به سمت خود کشانده است را مورد نابودی قرار دهد مانند شرکت رباتیک(TIDES)و شرکتی مانند به شرکت گوگل به اسم (nudle) تا مردم را مورد آشوب قرار ندهند. یوبی سافت در واچ داگز ۲ ساختمان اداری یوبی سافت را قرار داد که شما در یکی از مراحل اصلی به آنجا می‌روید.

## ساخت
تونی کی عضو هیئت رئیسهٔ یوبی سافت طی رویداد ای۳ ۲۰۱۴ تأیید کرد که فروش واچ داگز راضی‌کننده بوده است و این امکان وجود دارد که این بازی به یک فرانچایز طولانی مدت تبدیل شود. به گفتهٔ کارگردان بازی، جاناتان مورین، هدف نسخهٔ اول بازی ایجاد برند واچ داگز است. مورین گفت تیم سازنده علاقه داشت که به جای توسعهٔ یک نسخهٔ بهبود یافته از نسخهٔ اول، ریسک کرده و به سراغ دنبالهٔ بازی برود. او ادامه می‌دهد که برای پیشرفت این دنباله تیم سازنده نقدهای نسخهٔ اول بازی و همین‌طور بازخوردهای بازیکنان در انجمن‌های اینترنتی مختلف را بررسی کرده است. اولویت‌های تیم سازنده در نسخهٔ دوم عبارتند از ساخت محیطی «باور پذیرتر»، دادن آزادی عمل بیشتر به بازیکن، بهبود سیستم رانندگی بازی و معرفی شخصیت اولی جدید که با شخصیت نسخهٔ اول، آیدین پیرس، کاملاً متفاوت باشد.
از زمان انتشار نسخهٔ اول، وجود نسخهٔ دوم بازی به عنوان شایعه‌ای مطرح بود تا اینکه با انتشار گزارش‌های مالی یوبی سافت در ماه مه و فوریه سال ۲۰۱۶ وجود این دنباله به‌طور رسمی تأیید شد.

## انتشار

### قسمت دی‌ال‌سی
- باندل تی بون برای پلی‌استیشن ۴ دسامبر ۲۰۱۶ منتشر شد.[۵]

## نمرات
بازی نقد خوبی از متاکریتیک گرفته است.

### فروش
بازی ۱۰ میلیون فروش کرده است.